# Cape Anne
Cape Anne är en udde i Antarktis. Den ligger i Östantarktis. Nya Zeeland gör anspråk på området.
Terrängen inåt land är huvudsakligen bergig, men åt nordost är den platt. Havet är nära Cape Anne åt sydost. Trakten är obefolkad. Det finns inga samhällen i närheten.